# Jonas Vailokaitis
Jonas Vailokaitis (ur. 25 czerwca 1886, zm. 16 grudnia 1944) – litewski bankier i przemysłowiec, polityk, jeden z dwudziestu sygnatariuszy Aktu Niepodległości Litwy z 1918 roku. 
Uczył się w Instytucie Przemysłowo-Handlowym w Petersburgu. W 1912 roku wraz z bratem założył bank w Kownie. W 1917 roku wziął udział w konferencji wileńskiej, rok później został członkiem Taryby. 16 lutego 1918 roku głosował za niepodległością kraju od Rosji. 
W 1920 roku został wybrany do Sejmu Ustawodawczego. Reprezentując chrześcijańskich demokratów szefował komisjom budżetu i finansów. W wolnej Litwie zakładał m.in. Ūkio Bankas (Bank Rolników) i spółkę handlową Metalas.
Po włączeniu kraju w skład ZSRR wyjechał do Niemiec, gdzie zmarł. 